# Westermalms IF
Westermalms Idrottsförening är en sammanslutning av fyra idrottsföreningar (Westermalms IF Fotbollsklubb, Handbollsklubb, Innebandyklubb och Friidrottsklubb) från Kungsholmen i Stockholm. Föreningen bildades 1 augusti 1902 av 17 ungdomar, vilka samlats på café Felix Fleminggatan 62. I folkmun kallades föreningen Westis.
Spelardräkten har mestadelen av föreningens historia varit svartvitrandig tröja och svarta byxor.  

## Fotboll
Under säsongerna 1926/1927 och 1928/1929 var föreningen representerad i Fotbollsallsvenskan. Laget hade då ett genomsnitt på nära 9 000 åskådare på hemmaplanen Stockholms stadion som man delade med Stockholms dåvarande andra storlag AIK. Första säsongen omsatte föreningen 105 000 kr på elva hemmamatcher, vilket ansågs ofantligt på den tiden. Laget toppade även den allsvenska löneligan, där varje spelare fick 50 kr för hemmamatcher och 80 kr för bortamatcher, trots att det då var förbjudet att avlöna spelare enligt amatörbestämmelserna. Föreningens räkenskaper var dock i så dåligt skick att inget kunde bevisas. Lagets bästa publiksiffra i division II spelades 1927 i ett derby borta mot Hammarby inför minst 14 000 betalande. I maj 1929, kom 15 219 personer i en match mot IFK Göteborg, vilket är klubbens publikrekord. Omgången efter inför drygt 18 000 åskådare förlorade föreningen mot AIK med 1-3 (halvtid 1-1). AIK blev därmed ensamt Stockholmslag i högsta serien och värvade Westermalms skyttekung Knut Johansson, som sedan blev landslagsspelare. Westermalm har ännu allsvensk plusstatistik på AIK med två vunna, en oavgjord, en förlorad match och 7-6 i målskillnad.
Klubben har haft sju spelare som också representerat svenska A-landslaget: Herbert Almqvist (1916-1918), Rune Bergström (1913), Ernst Hansson (1924), Knut Johansson (1930), Birger Carlsson (1912-1918), Verner Carlsson (1916) och Nils Viklund (1916).
Efter de två säsongerna i Allsvenskan spelade klubben ett par år i Divsion två och tre innan de säsongen 1936/37 övergick till den lokala Stockholmsserien. Där spelade sedan klubben fram till 1980 när seriesystemet gjordes om. Från 1981 och framåt har klubben spelat i Division 6 och 7 med undantag för fem säsonger i Division 5.
År 2012 spelade föreningen sina fotbollsmatcher på Stadshagens IP men hade kvar klubbrummet på Kristinebergs IP.

## Handboll
Handbollsklubben Westermalm IF HK har ett flertal barn- och ungdomslag, samt ett herr- och två damlag i spel. Mest framgångsrikt har damlaget varit, som säsongerna 2007/2008, 2008/2009 samt 2010/2011 spelade i handbollens division ett. Hemmaplan för ungdomslagen är S:t Erikshallen på Kungsholmen i Stockholm, medan hemmaplan för seniorlagen är Engelbrektshallen på Östermalm.

## Friidrott
Inom friidrotten arrangerade Westermalms IF löpartävlingen Kungsholmen runt åren 1981-2000. Camilla Henemark har klubbrekord i höjdhopp med 163 cm.